# Francisco Sá
Francisco Sá (Brejo de Santo André, 14 de setembro de 1862 — Rio de Janeiro, 23 de abril de 1936) foi um engenheiro, jornalista e político brasileiro.

## Biografia
Era filho de Francisco José de Sá filho (Brejo de Santo André, 10 de abril de 1832 - 1868) e de Agustinha Josefina Vieira Machado dos Santos Sá. Seu pai era filho do Coronel Francisco José de Sá (2 de dezembro de 1802 - 1894) e de Jacintha Francisca Veloso de Sá (1811 - 1878). Sua mãe era filha de Josefino Vieira Machado, Barão de Guaicuí (1812 - 1879) e Maria Silvana dos Santos. Casou-se com Olga Nogueira Pinto Accioli, filha de Antônio Pinto Nogueira Accioli.

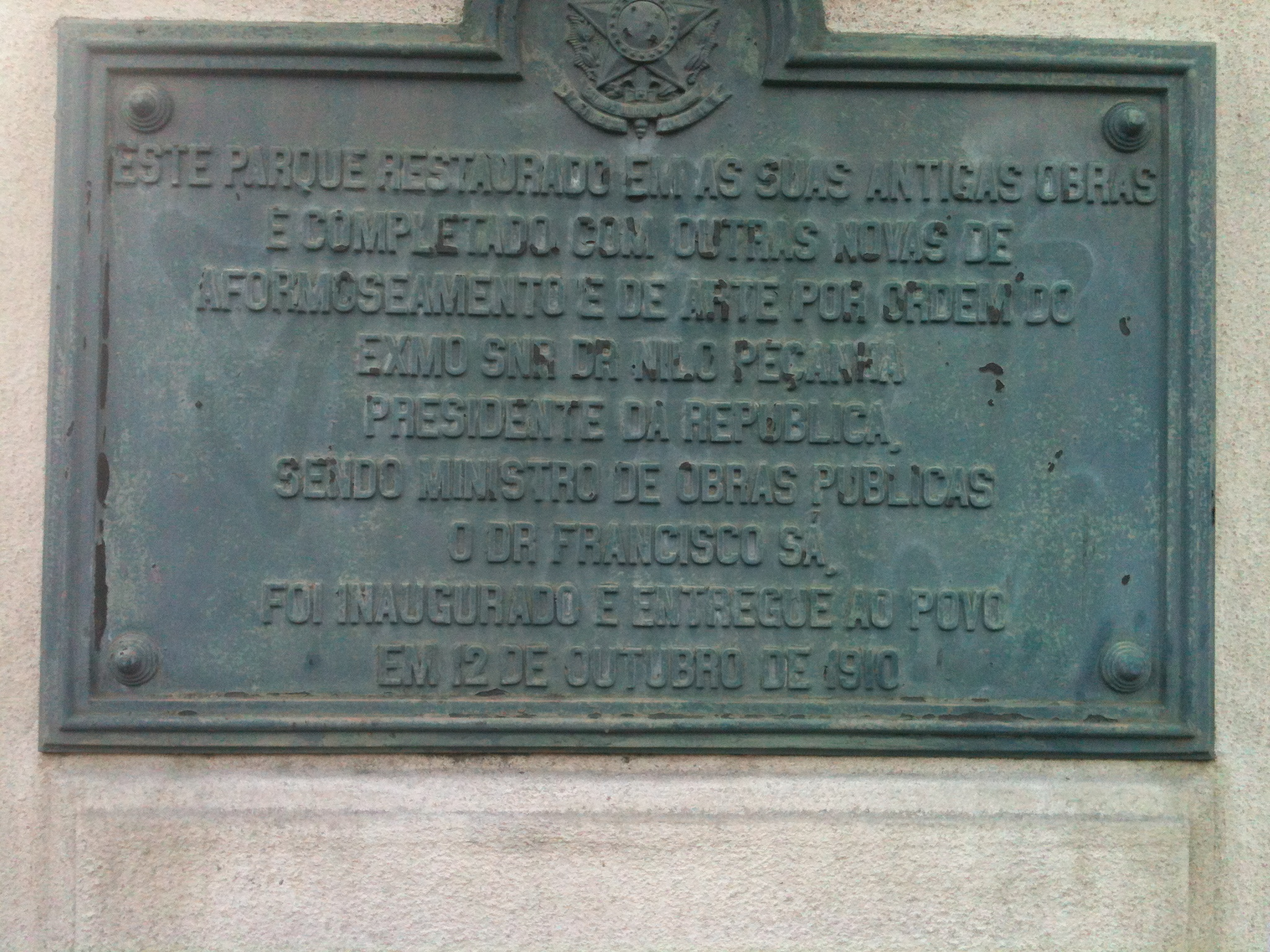
Placa de Inauguração da I Reforma Republicana da Quinta - 1910. Foto de Raphael Garcez

A Fazenda Brejo de Santo André, de propriedade de seu avô Francisco José de Sá, pertencia ao município de Grão Mogol, hoje pertence ao município de Francisco Sá (antigo Brejo das Almas). Seu avô, Francisco José de Sá, era republicano e abolicionista.
Foi estudante do Seminário Episcopal de Diamantina onde, juntamente com outros colegas republicanos, lançou o jornal estudantil A Ideia Nova. Iniciou o curso de engenharia na Escola Politécnica do Rio de Janeiro em 1880, entretanto transferiu-se para a Escola de Minas de Ouro Preto no ano posterior, tendo concluído em 1884. Naquela ocasião, assumiu o cargo de secretário do Governo Provincial do Ceará, a convite do político mineiro Carlos  Honório  Benedito  Otoni, que havia sido nomeado presidente  da  província em maio daquele ano. Em virtude de seu casamento com  Olga Nogueira Acióli, filha do comendador Antônio Pinto Nogueira Acióli figura importante na política cearense naquele período, passou a atuar mais intensamente na política daquele estado.
Representando o Ceará, foi eleito deputado geral, deputado federal (1897 a 1905) e senador nos períodos de (1906 a 1909 e 1927 a 1930). Foi ainda deputado provincial por Minas Gerais, ministro de Viação e Obras Públicas dos governos Nilo Peçanha e Artur Bernardes e da Agricultura, Indústria e Comércio de Nilo Peçanha.